# Starfire Burning Upon the Ice Veiled Throne of Ultima Thule
Albums de Bal-Sagoth
A Black Moon Broods over Lemuria
(1994) Battle Magic
(1998)
Starfire Burning Upon the Ice-Veiled Throne of Ultima Thule est le deuxième album studio du groupe de black metal symphonique anglais Bal-Sagoth. L'album est sorti en 1996 sous le label Cacophonous Records.
Dans le titre And lo, When the Imperium Marches Against Gul-Kothoth, then Dark Sorceries Shall Enshroud the Citadel of the Obsidian Crown, on peut entendre une mélodie qui est une variation de celle que l'on peut entendre lors d'une scène du film de 1982 Conan le Barbare.

## Liste des morceaux
| No  | Titre | Durée |
| --- | --- | ----- |
| 1.  | Black Dragons Soar above the Mountain of Shadows (Prologue)                                                                 | 3:05  |
| 2.  | To Dethrone the Witch-Queen of Mytos K'unn (The Legend of the Battle of Blackhelm Vale)                                     | 6:45  |
| 3.  | As the Vortex Illumines the Crystalline Walls of Kor-Avul-Thaa                                                              | 6:35  |
| 4.  | Starfire Burning Upon the Ice-Veiled Throne of Ultima Thule                                                                 | 7:23  |
| 5.  | Journey to the Isle of Mists (Over the Moonless Depths of Night-Dark Seas)                                                  | 1:11  |
| 6.  | The Splendour of a Thousand Swords Gleaming Beneath the Blazon of the Hyperborean Empire                                    | 6:03  |
| 7.  | And Lo, When the Imperium Marches Against Gul-Kothoth, Then Dark Sorceries Shall Enshroud the Citadel of the Obsidian Crown | 6:28  |
| 8.  | Summoning the Guardians of the Astral Gate                                                                                  | 6:09  |
| 9.  | In the Raven-Haunted Forests of Darkenhold, Where Shadows Reign and the Hues of Sunlight Never Dance                        | 6:29  |
| 10. | At the Altar of the Dreaming Gods (Epilogue)                                                                                | 2:29  |